# Joe Kaylor
Joseph Daniel „Joe“ Kaylor (* 6. Juli 1916 in New York City; † 20. Februar 1999 ebendort) war ein US-amerikanischer Handballspieler.

## Leben und Karriere
Joe Kaylor wurde 1916 in New York City als Sohn von Daniel Kaylor und Annie geb. Scanlon geboren; er war eines von zehn Geschwistern. Am Zweiten Weltkrieg nahm er als Private First Class (PFC) teil. 1947 heiratete er Mary McWilliams, das Ehepaar bekam fünf Kinder. Als Boxer erhielt der 178 cm große und 75 kg  schwere Kaylor in den 1930er Jahren den Spitznamen „K. O.“ Hauptberuflich arbeitete er als Maurer.
Kaylor gehörte auf Vereinsebene dem Deutschen Sport Club in seiner Heimatstadt an. Mit der US-amerikanischen Nationalmannschaft nahm er am olympischen Feldhandballturnier 1936 teil und wurde in allen drei Spielen gegen Ungarn (2:7), Deutschland (1:29) und Rumänien (3:10) eingesetzt. In der Partie gegen Deutschland erzielte Kaylor den Ehrentreffer für die Amerikaner.